# Pompe à chaleur
Pour les articles homonymes, voir Pompe (homonymie).
Une pompe à chaleur (PAC), aussi appelée thermopompe en français canadien, est un dispositif permettant de transférer de l'énergie thermique d'un milieu à basse température (source froide) vers un milieu à haute température (source chaude). Ce dispositif permet donc d'inverser le sens naturel du transfert spontané de l'énergie thermique.
Selon le sens de fonctionnement du dispositif de pompage, une pompe à chaleur peut être considérée comme un système de chauffage, si l'on souhaite augmenter la température de la source chaude, ou de réfrigération, si l'on souhaite abaisser la température de la source froide. Pour la production de froid, le procédé est à la base de la quasi-totalité des climatiseurs et réfrigérateurs. Pour la production de chaleur, le procédé diffère du chauffage classique, dans lequel un corps est chauffé (par effet Joule, par combustion, ou par tout autre procédé).
Lorsque le dispositif de pompage fournit simultanément chauffage et réfrigération, le système est une thermofrigopompe.

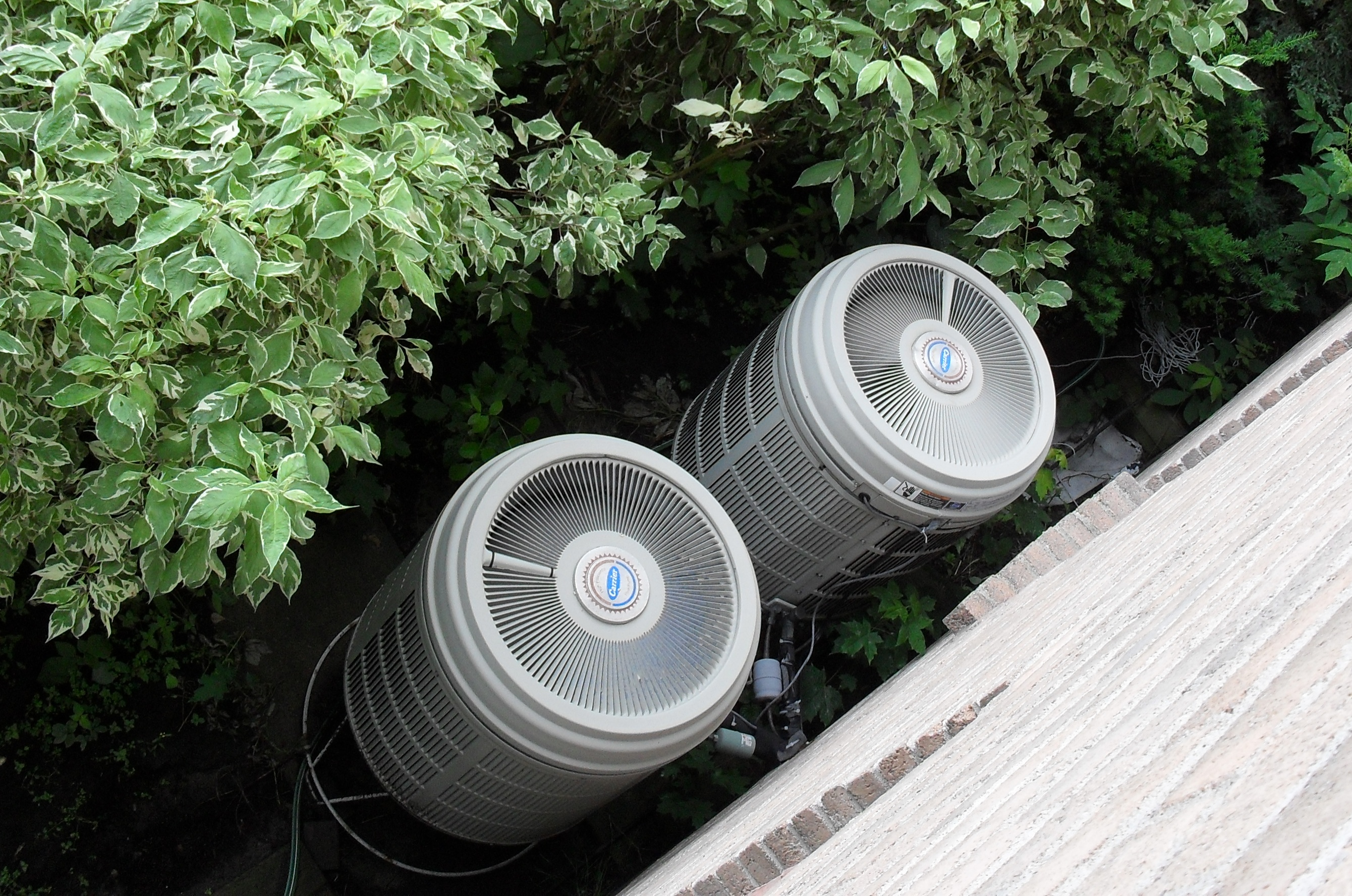
Éléments extérieurs de pompes à chaleur à usage résidentiel.

## Enjeux
Les pompes à chaleur sont considérées par divers experts comme l'une des solutions à court terme pour réduire les émissions de gaz à effet de serre provenant de la consommation des logements domestiques,. 
Selon une étude parue en 2020, même à supposer que le contenu en carbone de l'électricité ne présente pas d'amélioration, il y aurait quand même intérêt à passer aux voitures électriques pour les transports, et aux pompes à chaleur pour les bâtiments.

## Description

### Principe
L'expression « pompe à chaleur » regroupe de nombreux dispositifs réalisant des transferts thermiques d'une source froide à bas niveau de température vers un autre milieu à un niveau de température plus élevé à l'aide d'un système thermodynamique. Les pompes à chaleur peuvent fonctionner selon différents phénomènes physiques, qui sont usuellement regroupés en deux grandes catégories : 
- les technologies à entraînement électrique, qui comprennent les systèmes Stirling, thermoacoustique, magnétique, Peltier, électrochimique et à compression de vapeur[6],
- les technologies à entraînement thermique, qui comprennent les systèmes à absorption de gaz, à adsorption (en), à injection et radiatif[6].

Nombre de ces technologies de pompes à chaleur sont au stade de la recherche et développement. Les pompes à chaleur à compression de vapeur sont les seules commercialisées pour le chauffage ou la climatisation des bâtiments. La pompe à chaleur en milieu résidentiel utilise dans tous les cas la compression et la détente d'un gaz.
Les pompes à chaleur équipent également certaines voitures électriques. Ces dernières ne disposent en effet quasiment pas, au contraire des véhicules thermiques, d'énergie thermique fatale issue du moteur, leur efficacité énergétique (thermodynamique) étant élevée.

### Principe de la compression de vapeur

Schéma de principe d'un circuit frigorifique.

Les pompes à chaleur utilisent un cycle thermodynamique de changement de phase. Ce procédé fait tourner un cycle frigorifique pour transférer de la chaleur de la partie à refroidir (dite « source froide ») vers la partie qui sera réchauffée (dite « source chaude »). Le compresseur est la pompe du circuit qui permet de faire circuler le fluide réfrigérant.
Ce cycle comporte quatre temps :
1. Compression : le réfrigérant à l'état vapeur est comprimé et sort du compresseur à haute pression et haute température ;
2. Condensation : la vapeur très chaude et comprimée passe dans un condenseur (ou échangeur de chaleur), où elle cède de la chaleur au milieu ambiant (l'air de la pièce), ce qui a pour effet de la liquéfier, c'est-à-dire de la passer de l'état vapeur (gazeux) à l'état liquide. Le fluide qui passe à l'état liquide cède de l'énergie (chaleur latente), qui est transférée vers l'extérieur (circuit de chauffage) sous forme de chaleur ;
3. Détente : à la sortie du condenseur le liquide sous haute pression est détendu en faisant baisser rapidement la pression dans un détendeur (en faisant circuler le fluide au travers d'un orifice). Cette subite baisse de pression a pour effet de vaporiser une partie du fluide. Le réfrigérant est à présent à son état le plus froid du cycle ;
4. Évaporation : le fluide réfrigérant à présent froid et partiellement vaporisé circule dans un échangeur de chaleur (évaporateur) qui se trouve dans l'ambiance à refroidir. Il soustrait de la chaleur au médium (air) pour refroidir celui-ci. En absorbant de la chaleur, le réfrigérant s'évapore complètement (passage de l'état liquide à l'état gazeux).

Une PAC est dite réversible lorsqu'elle peut au choix rafraîchir un volume (air froid pour une climatisation, ou plancher) ou le chauffer. Dans un tel dispositif, le circuit du fluide caloporteur comprend une vanne à trois voies permettant d'inverser les fonctions du condenseur et de l'évaporateur.

### Sources d'énergie
Pour assurer le transfert de chaleur, les pompes à chaleur consomment de l’énergie. Celle-ci est très majoritairement sous forme électrique (elle représente plus de 95 % des cas en France). La deuxième source d'énergie employable est le gaz naturel, dans le cas d'une pompe à chaleur au gaz naturel. Des solutions avec apport total ou partiel d'énergie photovoltaïque ou solaire thermique améliorent l'impact environnemental du système.

### Captage thermique
Les pompes à chaleur aérothermique puisent l'énergie thermique dans l'air ambiant, tandis que celles à chaleur géothermique la puisent dans le sol,.

### Coefficient de performance
L'efficacité énergétique d'une pompe à chaleur en mode chauffage est caractérisée par son coefficient de performance (COP), soit le rapport entre la puissance de chauffage et la puissance nécessaire à son fonctionnement à un instant précis. Le COP varie selon la température du milieu dans lequel la pompe à chaleur prend son énergie et selon la température du milieu dans lequel elle la distribue ; plus l'écart de température entre ces deux milieux est élevé et plus le COP est faible. Pour le mode refroidissement des pompes à chaleur, ce coefficient s'appelle « EER » ou « COP froid ».
Le COP est une valeur mesurée par le fabricant de la pompe à chaleur. Pour le chauffage de locaux, la norme EN 14511 définit les conditions de test pour les pompes à chaleur à compresseur électrique : les machines air-eau et air-air doivent être testées à un air extérieur à 7 °C, les machines eau-eau avec de l'eau à 10 °C et les pompes à chaleur à eau glycolée-eau avec de l'eau glycolée à 0 °C.
Pour l'utilisateur final, l'efficacité énergétique de la pompe à chaleur dépend également des autres éléments du système de chauffage, tels que la consommation électrique des pompes de circulation et des systèmes de dégivrage. Le coefficient de performance annuel (COPA) permet de prendre en compte l'intégralité de l'installation pour donner son efficacité sur une période de chauffe ou une année complète de fonctionnement. Il se définit ainsi par le rapport entre l'énergie thermique restituée sur une période et l'énergie consommée par la pompe à chaleur et le reste du système sur cette même période. Il s'agit de l'indice le plus important pour connaître le rendement de la pompe à chaleur.

### Coefficient d'efficacité saisonnière
La Commission européenne a défini en 2013, par le règlement (UE) no 813/2013, un cadre de calcul d’une « efficacité énergétique saisonnière pour le chauffage des locaux », souvent notée « ETAS » (la lettre grecque êta pour l’efficacité, et S pour « saisonnière »). Il s’agit, sur une année donnée et pour des températures moyennes standardisées, du rapport entre la production de chauffage et la consommation d’énergie primaire requise pour la satisfaire. L’ETAS donne donc une estimation de l’efficacité du système de chauffage sur l’année en matière d'énergie primaire. Il doit être obligatoirement supérieur à 111 % pour les pompes à chaleur à moyenne et à haute température, les plus courantes. À titre d'exemple, un ETAS de 100 % correspondrait à l'efficacité maximum d'un chauffage par énergie primaire directe, comme le gaz ou le fuel. Un chauffage à résistances électriques ne peut avoir une efficacité ETAS supérieure à 38,8 %, c'est-à-dire 1 par rapport au coefficient de conversion d'énergie thermique en électricité, par définition puisqu'il faut 2,58 kWh d'énergie primaire pour produire 1 kWh électrique (1⁄2,58 = 0,388), selon la norme européenne en vigueur.

## Mise en œuvre

### Contrôle qualité: les points sensibles d’une installation
Bien choisir et dimensionner une installation sont indispensables pour assurer une bonne performance : tous les types de pompe à chaleur ne sont pas forcément adaptés au projet. Des dysfonctionnements dans le dimensionnement, la mise en œuvre et l’entretien peuvent être les causes de détérioration et de réduction de la performance des installations.
Le dimensionnement consiste notamment à :
- réaliser un état des lieux de l’existant qui comprend visite de site, diagnostic et étude thermique complets ;
- vérifier la compatibilité entre la puissance électrique et la puissance demandée par la PAC ;
- penser l’implantation de l’appareil en amont en assurant l’accessibilité à l’ensemble des éléments de l’installation.

La mise en œuvre consiste notamment à :
- mener un contrôle en continu afin de vérifier la conformité des installations phase par phase ;
- identifier tous les éléments et afficher des informations sur les fluides frigorigènes ;
- soigner le calorifugeage des circuits hydrauliques et frigorifiques.

### Entretien et durabilité de l’installation
Pour atteindre l’objectif d’économie d’énergie et de retour sur investissement recherchés par le choix d’une PAC, un entretien efficace et régulier doit être réalisé, soit par les usagers ou les exploitants, soit en faisant appel à un professionnel (nettoyage de l’échangeur air-réfrigérant, contrôle de l’évacuation des condensats ou changement des filtres de la PAC).

### Composants d'une pompe à chaleur
Une installation de pompe à chaleur comprend :
- le circuit de captage de la chaleur, source froide où est puisée l'énergie thermique ;
- la pompe à chaleur elle-même, constituée de plusieurs composants techniques ;
- le circuit de diffusion de la chaleur.

### Circuit de captage

#### Pompe à chaleur aérothermique
Les pompes à chaleur aérothermiques extraient la chaleur de l'air extérieur pour la restituer à l'air intérieur ou à l'eau. Elles sont de plusieurs types, selon le fluide qu'elles chauffent :
- pompe à chaleur air/air : l'énergie thermique est transférée de l'air constituant un milieu à l'air constituant un autre milieu ;
- pompe à chaleur air/eau : l'énergie thermique est transférée de l'air constituant un milieu à l'eau constituant un autre milieu (souvent un circuit caloporteur).

Néanmoins, l'eau et l'air ne sont pas les seuls vecteurs employés et employables, tout fluide au sens large peut jouer ce rôle.
Certains modèles sont réversibles, c'est-à-dire capables de transférer de la chaleur de l'intérieur vers l'extérieur. Ces machines ont l'avantage de pouvoir servir de climatisation si les échangeurs de chaleur s'y prêtent. Le plancher chauffant a une capacité relativement limitée à devenir plancher rafraîchissant. Les radiateurs ne conviennent pas (en raison d'une aire d'échange et de la génération de condensats) : il faut les remplacer par des ventilo-convecteurs nettement plus coûteux et générant d'autres contraintes (alimentation électrique, évacuation des condensats, bruit, etc.).

#### Pompe à chaleur géothermique
Les PAC utilisant la chaleur du sol sont appelées « pompe à chaleur géothermique ». Elles exploitent quatre types de captages :
- le captage horizontal au sol (faible profondeur et grande surface) ;
- le captage vertical au sol (petite surface et grande profondeur, 100 m maximum) ;
- le captage vertical sur nappe phréatique (suivant la profondeur de la nappe) ;
- les corbeilles géothermiques.

Le captage horizontal au sol est constitué d'un réseau de plusieurs tubes en parallèle, dans lesquels circule un fluide caloporteur. Ces tubes sont enterrés à environ 20 cm sous le point de gelée des sols de la région (c'est-à-dire à une profondeur d'au moins 80 cm en France hexagonale), sous une pelouse non arborée.
Le captage vertical est constitué de plusieurs sondes verticales créant des boucles verticales. Les sondes sont profondes de 10 à 200 mètres. Le système demande moins de boucles et de longueurs de tubes que le captage horizontal, mais le forage nécessaire à sa mise en œuvre est plus coûteux que le décaissement du capteur horizontal. Son avantage est qu'il ne dénature pas le sol et permet la plantation d'arbres dans le reste de la propriété.
Le captage vertical sur nappe phréatique, également appelé aquathermie ou thalassothermie en cas de captage sur eau de mer, est constitué de deux forages d’eau. L'un est utilisé pour la production de chaleur et l’autre pour rejeter l’eau dans la nappe phréatique.
Les corbeilles géothermiques sont moins répandues. Ce système est constitué d'un échangeur en tube spiralé, à moins de cinq mètres de profondeur.

### Pompe à chaleur

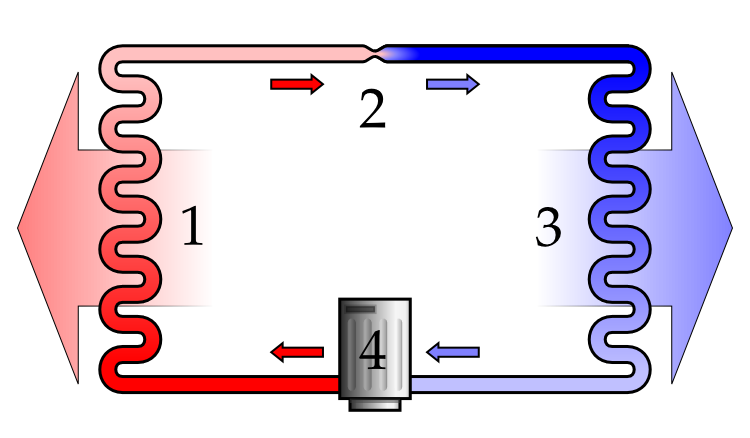
Schéma de principe d'une PAC à détente directe :
1 : condenseur ;
2 : détendeur ;
3 : évaporateur ;
4 : compresseur.

L'appareil, qui prélève de la chaleur à la source froide grâce au circuit de captage, comprend quatre organes principaux :
- le condenseur (source chaude) : le fluide frigorigène libère sa chaleur au fluide secondaire (eau, air, etc.) en passant de l'état gazeux à l'état liquide ;
- le détendeur : il réduit la pression du fluide frigorigène en phase liquide ;
- l'évaporateur (source froide) : la chaleur est prélevée au fluide secondaire pour vaporiser le fluide frigorigène ;
- le compresseur : actionné par un moteur électrique ou à combustion interne (gaz naturel par exemple), il élève la pression et la température du fluide frigorigène gazeux en le comprimant.

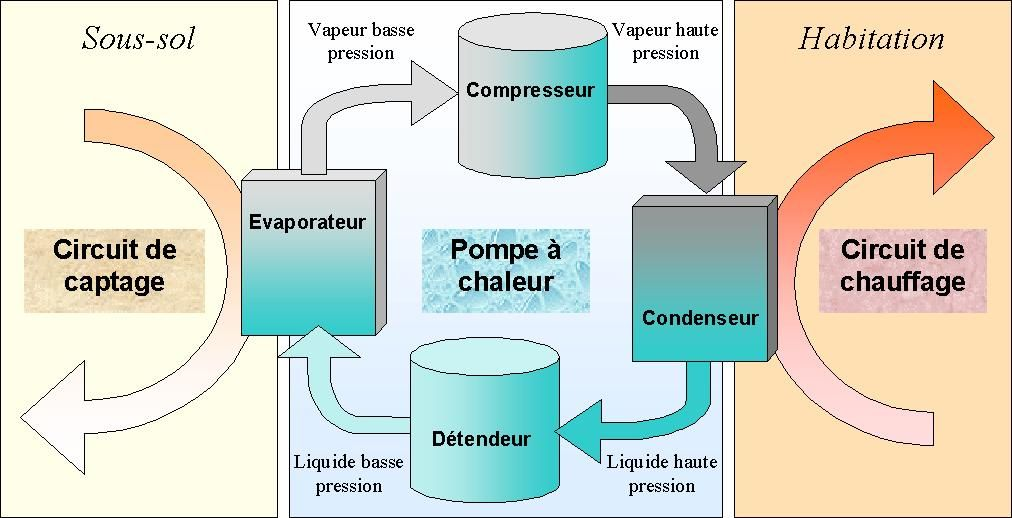
Fonctionnement d'une pompe à chaleur géothermique à fluides intermédiaires.

La circulation du ou des fluides est adaptée au type de milieux qu'ils parcourent :
- la détente direct se compose d'un seul circuit. Le fluide frigorigène passe directement dans le sol chauffant ou les convecteurs. Le circuit de captage joue le rôle d'évaporateur et le circuit de chauffage celui de condenseur. Cette technique est employée dans les PAC sol-sol ;
- les systèmes indirects, ou PAC à eau glycolée, comportent des circuits séparés pour le captage, la pompe à chaleur et le chauffage ;
- les systèmes mixtes renferment un fluide frigorigène pour le capteur géothermique et de l'eau pour les émetteurs. Cette technique est adaptée aux PAC sol-eau.

#### Systèmes à détente directe

##### Avantages
Les avantages d'un tel système sont :
- l'échange thermique sol-fluide frigorigène est accru, ce qui permet une réduction de la longueur de l’échangeur ;
- pas d’échangeur supplémentaire eau-fluide frigorigène ;
- pas de pompe de circulation requise puisque pas de circuit d'eau glycolée ;
- pas de problème de purge en comparaison avec les systèmes indirects.

##### Inconvénients
Les inconvénients d'un tel système sont :
- la charge (volume) en fluide frigorigène peut être importante, notamment dans les techniques sol-sol ;
- pas adapté pour les terrains trop pentus (nécessité de pièges à huile).

#### Systèmes à eau glycolée-eau

##### Avantages
Les avantages d'un tel système sont :
- adapté aux terrains pentus ;
- fonctionnement en free-cooling.

##### Inconvénients
- le rendement est inférieur au rendement des PAC à détente directe : un échangeur supplémentaire eau glycolée-fluide frigorigène est nécessaire ainsi qu'une pompe de circulation ;
- il existe un danger de pollution des nappes phréatiques dû au glycol. Dans cette optique, les entreprises d'installation devraient utiliser du monopropylène glycol. Celui-ci a une viscosité plus grande que le monéthylène glycol, est plus coûteux mais est de qualité alimentaire (selon les fabricants, biodégradable à 98 %)[19]. Cette précaution est parfois négligée par les fabricants de PAC eux-mêmes[20].

### Circuit de chauffage
Trois types d'émetteurs de chauffage sont principalement utilisés : le plancher chauffant, les ventilo-convecteurs et les radiateurs à basse température.
Les pompes à chaleur n'offrent une efficacité intéressante qu'à la condition d'être reliées à des émetteurs dimensionnés pour des températures basses. Les radiateurs peuvent parfois être réutilisés s'ils sont adaptés au chauffage à basse température ; ce peut être le cas pour des installations anciennes dimensionnées pour un fonctionnement en thermosiphon : les dimensions de canalisations et de radiateurs peuvent permettre de chauffer avec de l'eau à basse température ayant un débit très supérieur à celui du thermosiphon grâce aux accélérateurs modernes. Si les radiateurs ne sont pas adaptés, une autre source d'énergie est nécessaire pour augmenter la température du circuit et assurer leur fonctionnement.
Le chauffage au sol dans l'habitat (plancher chauffant), alternative aux radiateurs traditionnels, permet une performance optimale car il ne nécessite pas une température élevée.
Il est également possible de redimensionner certains radiateurs en fonction du besoin propre au local concerné afin de compenser la baisse de température par une surface d'émission supérieure. C'est la solution retenue le plus couramment en cas de rénovation d'une installation existante. La nécessité de minimiser la température du caloporteur pour optimiser le COP de la pompe à chaleur oblige à une régulation fine selon une loi d'eau adaptée prenant aussi en compte la température extérieure.

### Fluide frigorigène
Les fluides frigorigènes les plus couramment utilisés pour les PAC sont : le R407C, le R410A, le R134a pour chauffe-eau thermodynamique, et le R32.
Les plus anciennes fonctionnent encore avec des gaz qui sont maintenant interdits dans les nouveaux équipements, comme le R22 qui n'est plus commercialisé en Europe depuis 2015. Ces fluides sont soumis à une récupération obligatoire du gaz dans une bouteille de transfert pour être traité. Ces gaz sont nocifs pour la couche d'ozone.
Il existe également des PAC utilisant du CO2 supercritique comme fluide frigorigène, commercialisées sous le nom générique EcoCute. Encore peu diffusées en Europe, elles le sont de manière beaucoup plus large au Japon.

### Système mixte
Une pompe à chaleur peut être optimisée et même renforcée en la combinant à une autre source d'énergie (par exemple photovoltaïque), permettant une amélioration des rendements respectifs, comme l'a montré une expérimentation (+20 % de rendement à Chambéry en Savoie). C'est un des moyens (breveté en France sous le nom « Aedomia ») d'atteindre la « basse consommation » voire le bâtiment à énergie positive. La chaleur emmagasinée par les panneaux photovoltaïques peut être récupérée pour améliorer le rendement d'une pompe à chaleur, elle-même alimentée par l'électricité produite. De plus le module photovoltaïque produit plus d'électricité quand il est ainsi refroidi. Un stockage intermédiaire d'énergie thermique (« calories ») dans un ballon d'eau chaude est nécessaire, car les pompes à chaleur classiques s'arrêtent (par sécurité) au-dessus de 40 °C, alors que l'air chauffé par le soleil peut atteindre 50 °C.

## Utilisation dans le bâtiment
L'intérêt pour les pompes à chaleur est apparu après le deuxième choc pétrolier, lorsque le coût du pétrole a remis en question les politiques de chauffage. Dans les années 1980, un premier pic d'installation est observé en Belgique. Toutefois, l'insuffisance de l'isolation thermique et la performance médiocre de certains composants a entraîné un déclin de cette technologie, jusqu'aux XXIe siècle où les enjeux environnementaux et de coût sont devenus à nouveau prégnants.
Selon l'Agence internationale de l'énergie (AIE), les ventes mondiales de pompes à chaleur ont progressé de près de 15 % en 2021, soit le double du taux moyen de la décennie écoulée. L'AIE estime le potentiel de réduction des émissions de CO2 par les pompes à chaleur à au moins 500 Mt d'ici 2030.

### Marché européen
Selon l'AIE, les ventes de pompes à chaleur dans l'Union européenne ont progressé de 35 % en 2021, et au premier semestre 2022 elles ont doublé dans certains pays. Elles pourraient passer de 2 millions en 2021 à 7 millions en 2030, économisant 7 Gm3 de consommation de gaz naturel en 2025 et 21 Gm3 en 2030.
Le parc en opération dans l'Union européenne est estimé à 34,4 millions d'unités en 2017. Leur production d'énergie renouvelable est estimée à 10,6 Mtep. Le marché 2017 de la pompe à chaleur aérothermique a atteint 3,46 millions d'unités vendues, dont 1,44 million en Italie, 0,913 million en Espagne et 0,487 million en France ; le marché de la PAC géothermique a atteint 82 401 unités, dont 22 641 en Suède et 20 170 en Allemagne. Le parc total se répartit comme suit fin 2017 :
| Pays       | PAC aérothermiques | PAC géothermiques | Total PAC  | % UE28 | PAC/ 1000 habitants |
| ---------- | ------------------ | ----------------- | ---------- | ------ | ------------------- |
| Italie     | 19 520 000         | 14 200            | 19 534 200 | 56,7 % | 332                 |
| France     | 5 572 743          | 154 870           | 5 727 613  | 16,6 % | 83                  |
| Espagne    | 3 201 810          | 1 388             | 3 203 198  | 9,3 %. | 68                  |
| Suède      | 1 136 341          | 525 678           | 1 662 019  | 4,8 %  | 107                 |
| Allemagne  | 616 659            | 358 181           | 974 750    | 2,8 %  | 7                   |
| Finlande   | 683 621            | 110 981           | 794 602    | 2,3 %  | 124                 |
| Portugal   | 528 746            | 909               | 529 655    | 1,5 %  | 52                  |
| Total UE28 | 32 880 160         | 1 544 560         | 34 342 720 | 100 %  | 44                  |

### Marché en France

#### Déploiement
En 2006, 53 510 pompes à chaleur domestiques ont été installées en France  contre seulement un millier en 1997, ce qui permet à ce pays de devenir le second marché européen pour cet appareil derrière la Suède mais devant l'Allemagne et la Suisse. Cependant, dans les pays nordiques, 95 % des maisons neuves en sont équipées contre seulement 10 % en France où, pourtant, le marché double de valeur d'une année sur l'autre. Le nombre annuel de nouveaux équipements en PAC air-eau et géothermie passe de 153 000 unités en 2008 à 121 000 en 2009 et à 63 000 en 2010,.
Selon l'Association française pour la pompe à chaleur (AFPAC), sur le premier quadrimestre de 2014, le marché français de la PAC a beaucoup progressé, grâce à la {RT2012 : une PAC était installée dans 40 à 50 % des maisons neuves ; un groupe de travail associant l’AFPAC et l’AFPG (Association française des professionnels de la géothermie) venait d’être constitué pour relancer la PAC géothermique, réduire le coût des installations et permettre à ce marché de revenir, à terme, à un niveau « naturel » de 15 à 20 000 pièces par an.
En 2022, le nombre d'installations de pompes à chaleur a progressé de 30 %. Interdites sur le marché de la construction neuve et affectées par la baisse des aides d'État sur le marché de la rénovation, les chaudières à gaz et au fuel ont subi un net recul : il s'en est installé 207 000 de moins, alors que les chaudières biomasse, les pompes à chaleur air-eau, les chauffe-eau thermodynamiques et la géothermie ont progressé ensemble d'environ 100 000 unités. Tous types confondus, le parc atteint sept millions de pompes à chaleur ; l'essentiel du marché reste dominé par les PAC air-air. La moitié des nouvelles maisons individuelles s'équipent d'une pompe à chaleur. La France est ainsi devenue le premier marché européen. Plus de 346 000 pompes à chaleur air-eau ont été installées en 2022.

#### Aides d'Etat
En 2009, le gouvernement français proposait un crédit d'impôt à hauteur de 40 % sur le matériel, plafonné à une valeur de 16 000 € pour un couple marié et 8 000 € pour un célibataire ou un couple non marié ; ce plafond s'appréciant sur cinq années consécutives. Ce crédit d'impôt 2009 était exclusivement lié au seul coût du bloc principal de la pompe à chaleur, hors pose. Il couvrait les PAC géothermiques et les PAC air-eau ; depuis le 1er janvier 2009, les PAC air/air ne sont plus prises en charge.
À partir de janvier 2010, la loi de finances (LFR 2009 article 28 ter) prévoit un maintien du taux de 40 %, mais uniquement pour les PAC géothermiques et thermodynamiques (eau-eau), y compris la pose du capteur géothermique. Le crédit d’impôt applicable aux autres pompes à chaleur (autres que air-air et thermodynamiques) a été ramené de 40 à 25 %.
En 2011, l’État réduit le crédit d'impôt pompe à chaleur à 36 % pour les PAC géothermiques (y compris la pose des capteurs en sol) et de 22 % pour les pompes à chaleur aérothermiques autres que air-air. 
En 2018, le mécanisme des certificat d'économies d'énergie (CEE) ainsi que le cumul du crédit d'impôt pour la transition énergétique (CITE) et de la prime « Coup de pouce économies d’énergie » permettent de faire bénéficier les foyers français à faible revenu de la « pompe à chaleur à 1 € » sous certaines conditions de ressources fixées par l'Agence nationale de l'habitat.

#### Production des dispositifs
Le gouvernement cherche à relocaliser en France une partie de la production, car la moitié de la valeur ajoutée provient aujourd'hui de pays tiers, en particulier asiatiques. Le ministère de l'Industrie a fixé l'objectif d'atteindre le million de pompes à chaleur produites en France à l'horizon 2030, ainsi que 90 % de la valeur ajoutée en France ou en Europe.
En 2023, le Gouvernement fixe l'objectif de tripler les capacités de production de pompes à chaleur en France pour les porter à un million par an dès 2027. Pour y parvenir, un crédit d'impôt permettant de subventionner les investissements des professionnels du secteur à hauteur de 20 à 25 % doit être intégré dans le projet de loi de finances pour 2024. L'objectif est d'atteindre deux milliards d'euros d'investissements d'ici fin 2027, soit une dizaine d'usines nouvelles. Ce programme consiste à relocaliser l'assemblage des pompes et la fabrication des composants les plus stratégiques, en particulier les compresseurs, qui peuvent représenter jusqu'à 20 % de la valeur ajoutée d'une pompe à chaleur. Son objectif est d'atteindre un taux de valeur ajoutée européen de 75 % à 85 %.

### En Norvège
En Norvège en 2022, plus de la moitié des ménages ont adopté cette technologie.

### En Suisse
La pompe à chaleur système-module est un standard suisse pour la planification, la construction et la mise en service de pompes à chaleur dont la puissance thermique est inférieure ou égale à environ 15 kW.

### Vidéos
- « Les pompes à chaleur sont-elles le futur du chauffage ? » [vidéo], sur Le Monde, 29 janvier 2023